# Paniza
Paniza és un municipi d'Aragó situat a la província de Saragossa i enquadrat a la comarca del Camp de Carinyena.

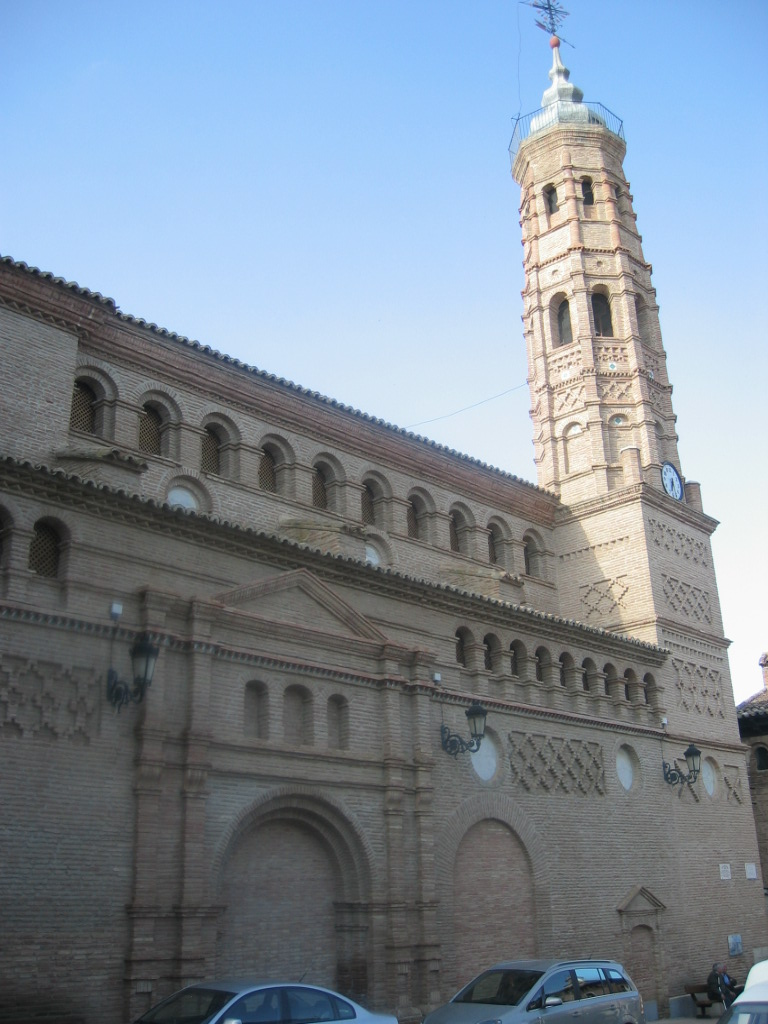
Torre i façana de l'església de Paniza